# Trois plus deux (film)
Pour plus de détails, voir Fiche technique et Distribution.
Trois plus deux (Три плюс два, Tri plyus dva) est un film soviétique réalisé par Guenrikh Oganessian, sorti en 1963,.

## Synopsis
Trois jeunes amis vont à la mer Noire en été, où ils connaissent un endroit confortable et isolé. A leur arrivée, ils constatent que la place est déjà occupée par deux jeunes et jolies filles. Les garçons décident de "déplacer" les filles afin de pouvoir profiter du repos des "sauvages"...

## Fiche technique
- Photographie : Viatcheslav Choumski
- Musique : Andreï Volkonski
- Décors : K. Nikolaievitch, Natalia Panova, Andris Baumanis
- Montage : Raisa Chor, Erika Mechkovskaia

## Distribution
- Natalia Koustinskaïa : Natacha
- Natalia Fateïeva : Zoïa Pavlovna
- Andreï Mironov : Roman Lebiajkine
- Evgueni Jarikov : Vadim
- Guennadi Nilov : Stepan Soundoukov
- Guenrikh Oganessian